# Amalafrida
Amalafrida (cca 460? – 523 až 525?) byla dcerou ostrogótského krále Theodemira a jeho konkubíny Ereleuvy. Jejím bratrem byl Theodorich Veliký a jejím synem Theodahad, z nichž oba byli také ostrogótskými králi.
V roce 500 chtěl její bratr Theodorich upevnit svou moc nad Vandaly a tak zařídil manželský svazek Amalafridy s králem Vandalů Thrasamundem tím, že mu Amalafridu věnoval i s velkým věnem darem k tomu Vandalům přidal i 5000 ostrótských bojovníků. Poté, co její manžel Thrasamund zemřel se jeho nástupcem se stal Hilderich, který vydal rozkaz k návratu všech katolických biskupů z exilu, což se Amalafridě a ani vandalské šlechtě, která se přikláněla k ariánství nezamlouvalo, proto Amalafrida vyvolala vzpouru a na pomoc zavolala Maury, kteří se poté s přívrženci Hildericha utkali v bitvě u Capsy asi 300 mil na jih od hlavního města, na okraji libyjské pouště. V roce 523 Hilderich Amalafridu zajal a uvěznil ve snaze svrhnout ostrogótskou nadvládu mezi Vandaly. Její gotské vojáky zabil. Zemřela ve vězení, přesné datum jejího úmrtí je neznámé.
Amalafrida měla dvě děti, výše uvedeného Theodahada a dceru Amalabergu, která se provdala za krále Durynků Herminafrieda.